# From the Inside Out
From the Inside Out é o segundo álbum de estúdio do cantor australiano Stan Walker, lançado pela editora discográfica Sony Music em 20 de agosto de 2010 na Austrália e três dias depois na Nova Zelândia. Walker trabalhou com diversos artistas na elaboração do disco, dentre eles Audius Mtawarira, Cassie Davis, Emile, Frederik Tao, Fridolin Nordsoe, Greg Ogan, Israel Cruz, Jade Seenandan, Leon Seenandan, Phil Tan, Ryan Tedder, Spencer Nezey e Stuart Critchon. O trabalho deriva dos gêneros musicais R&B, pop e soul com elementos de rock e synth pop.
From the Inside Out recebeu análises positivas dos críticos de música. Como desempenho comercial, atingiu a segunda posição na principal tabela de álbuns da Austrália, Australian Albums Chart e a primeira colocação da neozelandesa New Zealand Albums Chart, onde foi certificado como ouro pela Recording Industry Association of New Zealand (RIANZ). Três faixas foram selecionadas como singles: "Unbroken", "Choose You" e "Homesick". A divulgação do álbum foi feita através de sua turnê de debute, a New Zealand Summer Tour, que percorreu treze cidades neozelandesas. O álbum foi reeditado e lançado sob o nome New Zealand Tour Edition, contendo três remisturas e uma versão acústica.

## Antecedentes e desenvolvimento
Em 1 de julho de 2010, Walker anunciou o título do álbum e a data de lançamento em um vídeo através de sua conta no Facebook, YouTube e no seu site oficial. Mais tarde, naquele mês, a gravadora representante de Walker disponibilizou trechos das canções do álbum no YouTube. Antes do lançamento do álbum, o site MusicFix, deu exclusivamente uma chance para os fãs ouvirem as músicas antes de serem divulgadas.
Em entrevista ao site neozelandês One News, Walker explicou que o álbum reflete a ele e a sua personalidade, incluindo suas raízes Māori. Ao descrever o álbum, ele disse: "Eu acho que eu só queria que este álbum seja muito sobre mim e todos os diferentes estilos de música que eu gosto – não apenas um tipo de estilo ou gênero. Eu realmente quero ser capaz de contar histórias reais através da minha música, em vez de falar sobre coisas que realmente não importa, que é o que muitas pessoas parecem acabar fazendo estes dias."

## Lista de faixas
| N.º | Título                           | Compositor(es)                                                       | Produtor(es)                                                     | Duração |  |
| 1.  | "Inside Out"                     | Audius Mtawarira, Leon Seenandan, Stan Walker                        | Audius Mtawarira, Leon Seenandan                                 | 4:01    |  |
| 2.  | "All I Need"                     | Israel Cruz, Walker                                                  | Israel Cruz                                                      | 3:22    |  |
| 3.  | "Unbroken"                       | Ryan Tedder                                                          | Ryan Tedder                                                      | 4:33    |  |
| 4.  | "Homesick"                       | Latesha Marrow, Fridolin Nordsoe, Frederick Nordstorm, Edwin Serrano | Stuart Critchon                                                  | 3:28    |  |
| 5.  | "With Me"                        | Audius Mtawarira, Jade Seenandan, Leon Seenandan, Walker             | Audius Mtawarira, Leon Seenandan, Jade Seenandan                 | 3:50    |  |
| 6.  | "Choose You"                     | Stuart Critchon, Cassie Davis, Carl Dimataga                         | Stuart Critchon, Cassie Davis, Phil Tan                          | 3:37    |  |
| 7.  | "One Thing"                      | Israel Cruz, Walker                                                  | Israel Cruz                                                      | 3:40    |  |
| 8.  | "Love Graffti"                   | Spencer Nezey, Greg Ogan, Solomon Ridge                              | Greg Ogan, Spencer Nezey                                         | 3:22    |  |
| 9.  | "Chandelier"                     | Latesha Marrow, Fridolin Nordsoe, Frederick Nordstorm, Edwin Serrano | Frederik Tao, Fridolin Nordsoe, Audius Mtawarira, Leon Seenandan | 4:18    |  |
| 10. | "The One" (com Pixie Lott)       | Stuart Crichton, Tommy Lee James, Pixie Lott, Karen Poole            | Stuart Crichton                                                  | 3:20    |  |
| 11. | "Stand Up"                       | Pierre Eiras, Jens Koerkemeier                                       | Audius Mtawarira, Leon Seenandan                                 | 3:36    |  |
| 12. | "Kissing You"                    | Des'ree, Timothy Atack                                               | Audius Mtawarira, Leon Seenandan                                 | 4:41    |  |
| 13. | "Stuck in a Box" (com Young Sid) | Emile Haynie, Sidney Diamond, T. Tautogia, S. Mullins                | Emile                                                            | 3:41    |  |

| iTunes: faixas bônus |                              |         |  |
| N.º                  | Título                       | Duração |  |
| 14.                  | "Choose You" (GuitarBoy Mix) | 3:22    |  |

| New Zealand Tour Edition faixas bônus |                             |         |  |
| N.º                                   | Título                      | Duração |  |
| 14.                                   | "Homesick" (single version) |         |  |
| 15.                                   | "Choose You" (Israel remix) |         |  |
| 16.                                   | "Unbroken" (Israel remix)   |         |  |
| 17.                                   | "Black Box" (acoustic)      |         |  |

Nota
- Faixa 12, "Kissing You", é um cover do single de 1997 da cantora Des'ree.

## Lançamento e promoção
From the Inside Out foi lançado na Austrália em 20 de agosto de 2010 pela Sony Music Austrália, nos formatos CD e download digital. Na Nova Zelândia, o lançamento ocorreu três dias depois. Uma faixa bônus foi adicionada na versão digital do álbum: uma remistura de "Choose You". Durante a primeira semana do lançamento do álbum, Walker percorreu shoppings de Sydney e Melbourne, interpretando diversas músicas do álbum e autografando os CDs. O disco foi promovido por uma apresentação ao vivo da canção "Choose You" no programa televisivo Sunrise em 25 de agosto de 2010. Em 25 de agosto de 2010, Walker realizou uma aparência no shopping center Sylvia Park em Auckland, Nova Zelândia.

### New Zealand Summer Tour
Walker iniciou a excursão musical em 17 de fevereiro de 2011, que estendeu-se a 5 de março do mesmo ano.
| Data                    | Cidade           | Local              |
| ----------------------- | ---------------- | ------------------ |
| 17 de fevereiro de 2011 | Wellington       | Opera House        |
| 18 de fevereiro de 2011 | Palmerston North | Regent on Broadway |
| 19 de fevereiro de 2011 | New Plymouth     | TSB Showplace      |
| 20 de fevereiro de 2011 | Hamilton         | Founders Theatre   |
| 21 de fevereiro de 2011 | Opotiki          | Deluxe Theatre     |
| 23 de fevereiro de 2011 | Hastings         | Opera House        |
| 24 de fevereiro de 2011 | Tauranga         | Holy Trinity       |
| 25 de fevereiro de 2011 | Auckland         | Auckland Town Hall |
| 26 de fevereiro de 2011 | Rotorua          | Unison             |
| 28 de fevereiro de 2011 | Christchurch     | Town Hall          |
| 1 de março de 2011      | Oamaru           | Opera House        |
| 3 de março de 2011      | Invercargill     | Civic Theatre      |
| 4 de março de 2011      | Dunedin          | Town Hall          |
| 5 de março de 2011      | Timaru           | Theatre Royal      |

## Desempenho e certificações

### Paradas semanais
| Tabela (2010)                            | Melhpr posição | Certificação |
| ---------------------------------------- | -------------- | ------------ |
| Austrália - ARIA Albums Chart            | 2              |              |
| Nova Zelândia - New Zealand Albums Chart | 1              | Platina      |

### Paradas anuais
| Chart (2010)                                     | Position |
| ------------------------------------------------ | -------- |
| Austrália - Australian Artist Albums Chart       | 37       |
| Nova Zelândia - Zealand Albums Chart             | 18       |
| Tabela (2011)                                    | Posição  |
| Nova Zelândia - New Zealand Artists Albums Chart | 9        |

## Histórico de lançamento
| País          | Data                  | Formato                  | Gravadora            | Catálogo    |
| ------------- | --------------------- | ------------------------ | -------------------- | ----------- |
| Austrália     | 20 de agosto de 2010  | CD, download digital     | Sony Music Austrália | 88697702822 |
| Nova Zelândia | 23 de agosto de 2010  | CD, download digital     | Sony Music Austrália | 88697702822 |
| Nova Zelândia | 28 de janeiro de 2011 | New Zealand Tour Edition | Sony Music Austrália |             |